# Veleifur Þorgeirsson
Veleifur Þorgeirsson (Thorgeirsson, n. 900) fue un vikingo y bóndi de Tungufell, Árnessýsla en Islandia. Es un personaje de la saga de Laxdœla, y saga de Kormák. Se casó con Gróa Kollsdóttir (n. 906), una hija de Dala-Koll, y de esa relación tuvieron dos hijos: Helga Veleifsdóttir (n. 930) y Bessi Veleifsson.